# Roekie Aronds
Jeanne Herma (Roekie) Aronds (Amboina (Nederlands-Indië), 23 oktober 1929 – Amsterdam, 6 juli 2025) was een Nederlands danseres en actrice.
Ze was tussen 1957 en 1963 (echtscheiding) getrouwd met de latere journaallezer Fred Emmer. Hun enige zoon Stephen Emmer werd componist.
Ze begon binnen de artiestenwereld als danseres. Binnen de dan nog elitaire balletwereld werd ze een opvallende verschijning. Ze werd opgeleid door Hans Snoek, waarbij ze aldus haar zoon een verfijnde techniek, lichtvoetigheid en een krachtige uitstraling liet zien. Zo danste ze beginjaren vijftig met het Scapino Ballet en het gezelschap van Jean Rebel.
Al tijdens haar actieve loopbaan begon ze met lesgeven. Ze richtte daarbij zelf balletscholen op, zoals het Gooise Balletcentrum met Milly Emmer (zuster van Fred Emmer) en Jack Bow. Ook volgden er opleidingen op Aruba en in Suriname (Aronds Dansschool). In dat land had ze toen ze er woonde ook een televisieprogramma The Roekie Aronds Show. Binnen die balletlessen liet ze allerlei genres de revue passeren, van klassieke muziek tot plaatselijke en wereldmuziek.
Echter, haar grootste bekendheid dankt ze aan haar deelname aan de aflevering Beeldromance van de televisieserie Pension Hommeles van Annie M.G. Schmidt. Ze speelde daarin de rol van Klaartje Binnendijk, die gezoend werd door Dinky, gespeeld door Donald Jones, die dan net het lied Ik zou je in een doosje willen doen heeft toegezongen. Het staat te boek als de eerste interraciale zoen op de Nederlandse televisie; het is dan 1959. Ze zou ook de eerste actrice van Indische komaf zijn geweest. Zelfs The New York Times zou over die zoen geschreven hebben.
Aronds was liefhebster van esoterie waarover ze een uitgebreide bibliotheek had. In die tijd werd het net als de door haar beoefende technieken als yoga, feng shui etc. zweverig gevonden. In het verlengde daarvan was ze al vroeg vegetariër.
Ze overleed, lijdend aan lichte dementie, aan nierfalen (ze dronk en at bijna niet meer), op 95-jarige leeftijd in een verzorgingstehuis te Amsterdam.